# Senseki-Linie
| Senseki-Linie                       | Senseki-Linie     |
| ----------------------------------- | ----------------- |
| Baureihe 205-3100 der Senseki-Linie |                   |
| Streckenlänge:                      | 52,0 km           |
| Spurweite:                          | 1067 mm (Kapspur) |
| Stromsystem:                        | 1.500 =           |
|                                     |                   |

Die Senseki-Linie  (japanisch 仙石線, Senseki-sen) ist eine japanische Eisenbahnstrecke, die zwischen den Bahnhöfen Sendai  und Ishinomaki in der Präfektur Miyagi verläuft und von der East Japan Railway Company (JR East) betrieben wird. Der Name Senseki setzt sich aus den Schreibweisen der Stadt Sendai (仙台) und Ishinomaki (石巻) zusammen.

## Daten
- Länge: 52,0 km
- Spurweite: 1067 mm
- Anzahl der Stationen: 31